# Brackenridgea palustris
Brackenridgea palustris är en tvåhjärtbladig växtart. Brackenridgea palustris ingår i släktet Brackenridgea och familjen Ochnaceae.

## Underarter
Arten delas in i följande underarter:
- B. p. foxworthyi
- B. p. kjellbergii
- B. p. palustris